# Lena Philipsson
Lena Philipsson, művésznevén Lena Ph (született Maria Magdalena Filipsson) (Vetlenda, Jönköping megye, 1966. január 19. –) svéd énekesnő, dalszerző.
2025-től a Per Gessle  felkérésére a Roxette új énekesnőjeként koncerteznek.

## Eurovíziós Dalfesztivál
Már fiatalon is többször részt vett a Melodifestivalenen, a svéd nemzeti döntőn, de akkor nem sikerült elnyernie a részvétel jogát. 1986-ban második, 1987-ben ötödik, 1988-ban újból a második helyen végzett.
Tizenhét évvel később, 2004-ben ismét elindult a svéd nemzeti döntőn, és ekkor It Hurts (Fáj) című dalával sikerült megszereznie az első helyet. Az isztambuli dalfesztivál döntőjében az ötödik helyen végzett.

## Diszkográfia

### Albumok
- Kärleken är evig (1986)
- Dansa i neon (1987)
- Boy (1987)
- Talking in Your Sleep (1988)
- Hitlåtar med Lena Philipsson (1985–1987)
- My Name (1989)
- A Woman´s Gotta Do What A Woman´s Gotta Do (1991)
- Fantasy (1993)
- Lena Philipsson (1995)
- Bästa vänner (1997)
- Hennes bästa (1998)
- Lena Philipsson Collection 1984–2001 (2001)
- 100% Lena/20 hits (2002)
- Det gör ont en stund på natten men inget på dan (2004)
- Jag ångrar ingenting (2005)
- Lady Star (2006)
- Lena 20 år (2007)
- Dubbel (2008, Lena Philipsson & Orup)
- Världen snurrar (2012)
- Jag är ingen älskling (2015)

### Kislemezek
- Boy/You Open My Eyes (1984)
- Kärleken är evig/Om kärleken är blind (1986)
- Åh Amadeus (1986)
- Jag känner (Ti Sento) (1986)
- Dansa i neon/Åh, vad jag längtar (1987)
- Cheerio / Det går väl an (1987)
- Saknar dig innan du går (1987)
- Den ende (1987)
- I'm A Fool/Teach Me Tiger (1987)
- Om igen/Vem skall sova över (1988)
- Talking In Your Sleep/I varje spegel (1988)
- I varje spegel/Ain't It Just The Way (1988)
- Tänd ett ljus/What Can I Do? (1989)
- Standing In My Rain/Blue Jeans (1989)
- Why (Så lätt kommer du inte undan) (1989)
- What Can I Do (1990)
- The Escape/The Trap (1991)
- 006/Hard To Be A Lover (1991)
- The Preacher (1991)
- Are You In Or Are You Out (1992)
- Fantasy (1993)
- Give Me Your Love (1993)
- Baby Baby Love (1993)
- Månsken i augusti 1994
- Kärlek kommer med sommar/Vila hos mig (1995)
- Stjärnorna (1995)
- Moder Swea/Underbar (1995)
- Bästa vänner (1997)
- Tänk Om Jag Aldrig Mer (1997)
- I Believe In Miracles 2000 (radio)
- Fly Me Over The Rainbow 2001 (radio)
- Spell of Love/Lady Star (2001)
- Det gör ont (2004)
- It hurts (2004)
- Delirium (2004)
- Lena Anthem (2004)
- På gatan där jag bor (2005)
- Unga pojkar & äldre män (2005)
- Han jobbar i affär (2005)
- Jag ångrar ingenting (2006)
- Det ringer på min dörr (új verzió) (2006)
- Nu när du gått (Lena Philipsson és Orup) (2008)
- Fem minuter i himmelen (Lena Philipsson és Orup) (2009)
- Idiot (2011)
- Dancing in the Neonlight (a Dansa i neon angol változata, a Dead By April rockegyüttessel közös felvétel)
- Nästa säsong (2011)
- Live Tomorrow (2011)
- Du följer väl med? (2012)
- Jag är ingen älskling (2015)
- Gråt inga tårar (2016)